# José Fossa
José Hipólito Fossa (ur. 1902, zm. 9 października 1967) – argentyński pomocnik.
Jako gracz klubu San Lorenzo de Almagro wziął udział w turnieju Copa América 1927, gdzie Argentyna zdobyła mistrzostwo Ameryki Południowej. Fossa zagrał tylko w meczu z Boliwią - w jego karierze był to jedyny występ w barwach narodowych.
Grając w klubie San Lorenzo Fossa zdobył 29 bramek oraz trzykrotnie sięgnął po mistrzostwo Argentyny - w 1923, 1924 i 1933.